# Onthophagus aerarius
Onthophagus aerarius är en skalbaggsart som beskrevs av Edmund Reitter 1892. Onthophagus aerarius ingår i släktet Onthophagus och familjen bladhorningar. Inga underarter finns listade i Catalogue of Life.